# Pustynia Nubijska

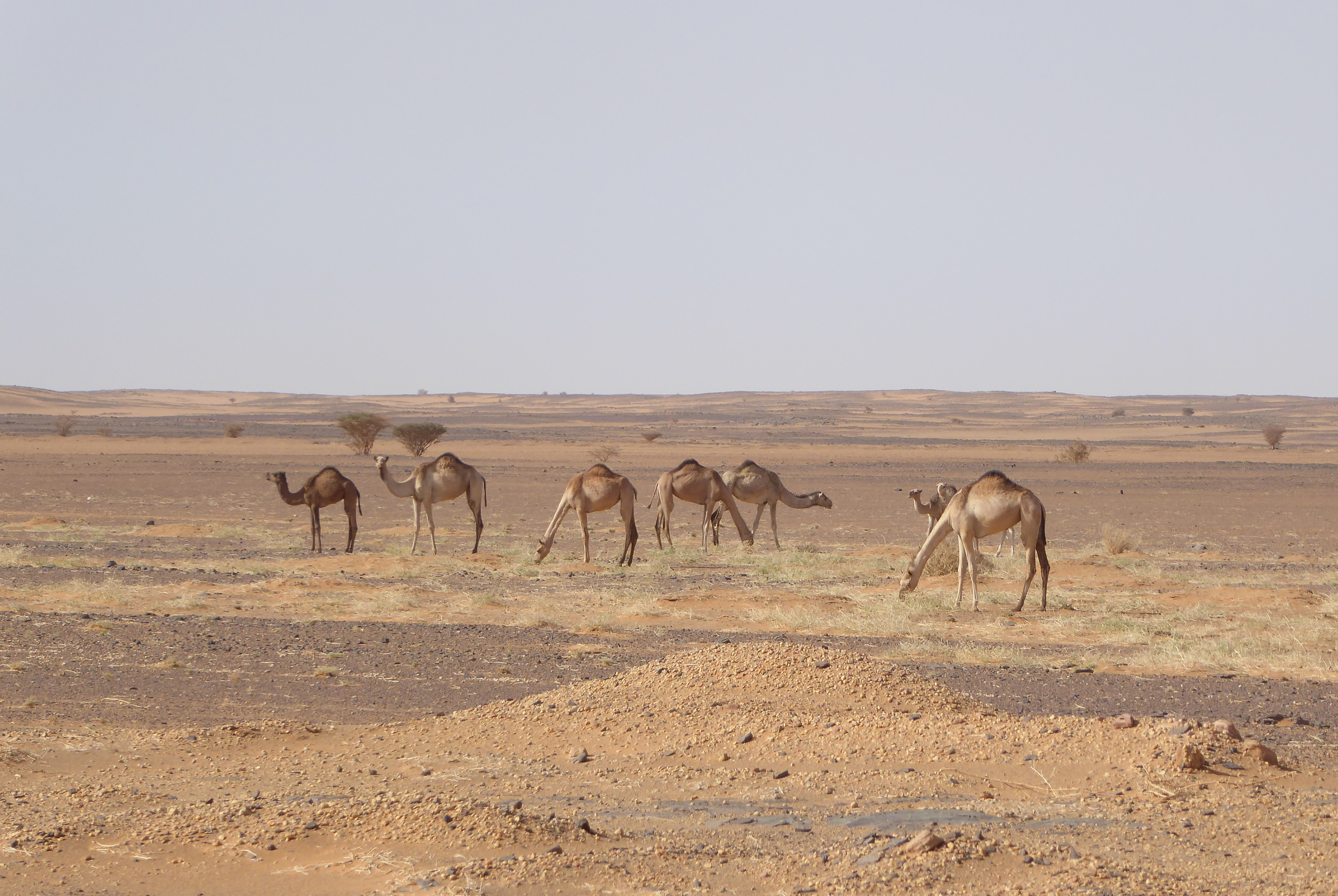
Pustynia Nubijska

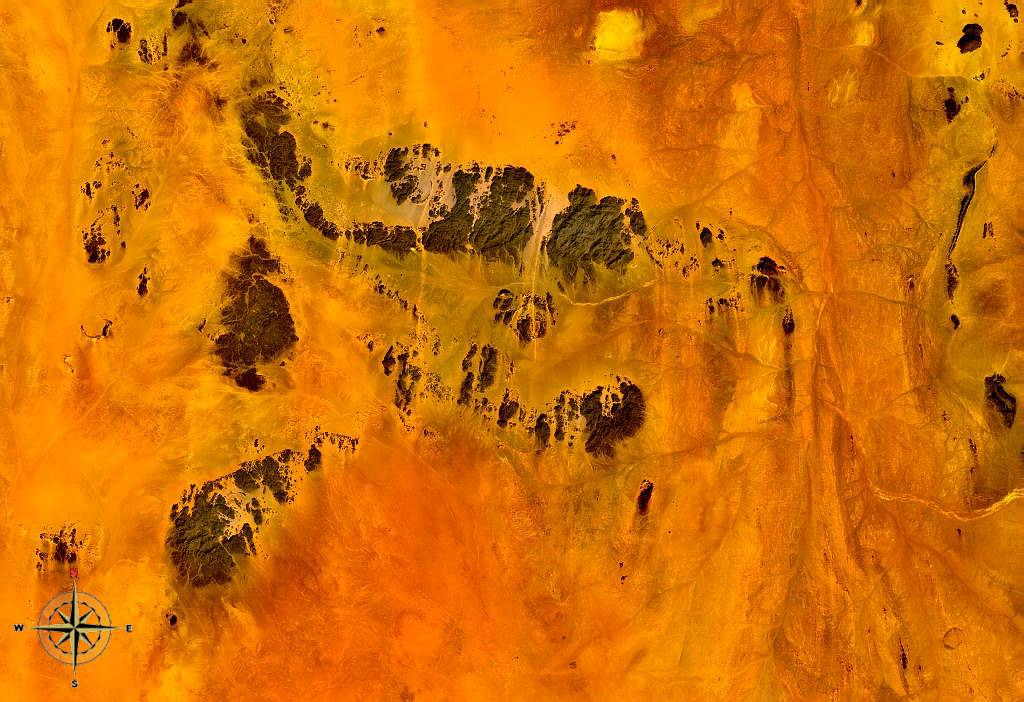
Zdjęcie Pustyni Nubijskiej zrobione przez NASA

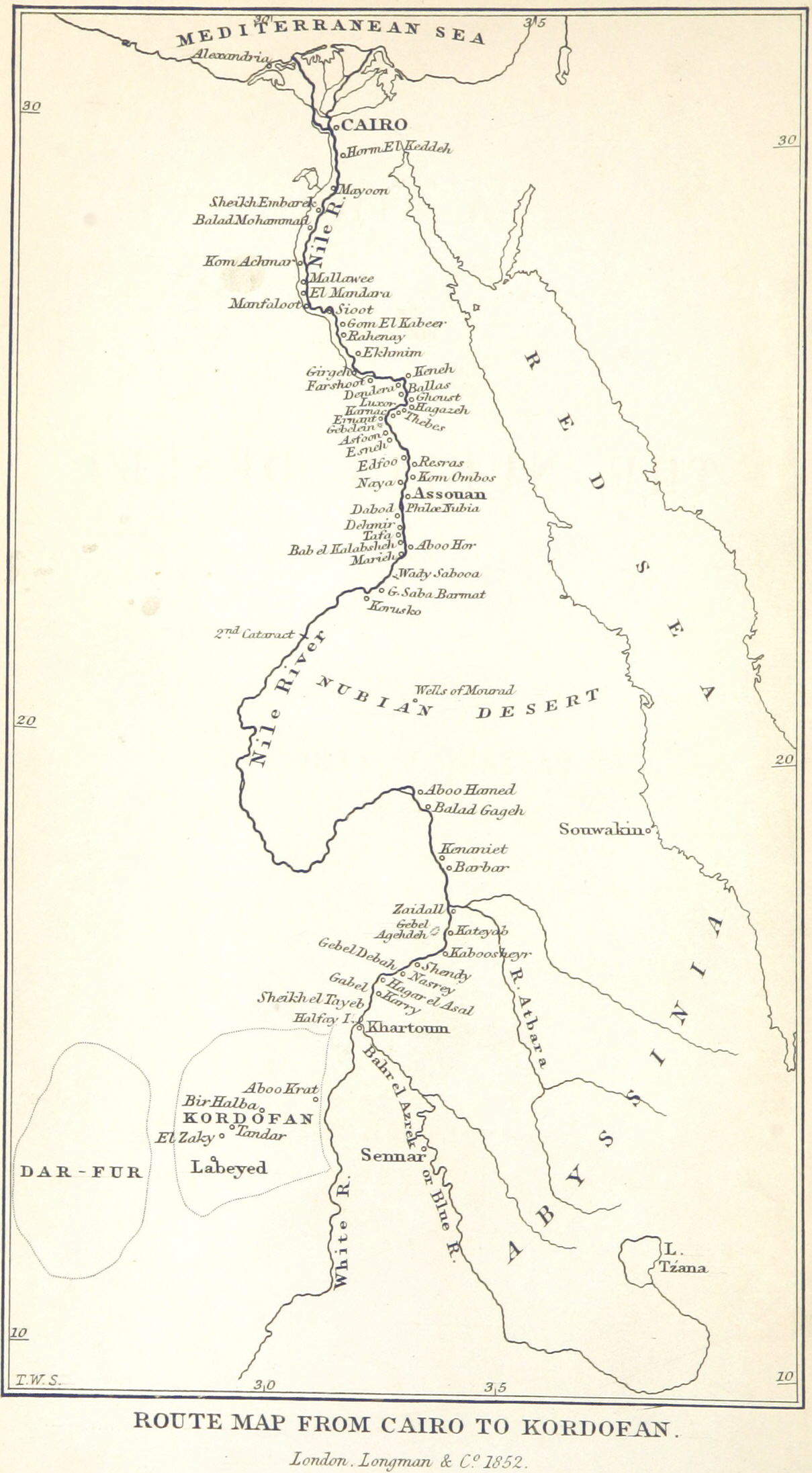
Pustynia Nubijska na mapie z 1852

Pustynia Nubijska – piaszczysta pustynia we wschodniej części Sahary. Znajduje się ona w Sudanie i południowym Egipcie pomiędzy Nilem a górami Atbaj. Spada tam około 25 mm deszczu rocznie. Występuje też koczownicze pasterstwo wielbłądów i owiec.

## Informacje ogólne
- Kraje: Sudan, Egipt
- Większe miasta: Wadi Halfa, Abu Hamed
- Jezioro: Jezioro Nasera
- Rzeka: Nil
- Zachowane zespoły świątynne: 14

## Gospodarka
- Elektrownie wodne: na Nilu
- Turystyka: zespoły świątyń
- Zasoby: skały granitowe

## Zabytki oraz miejsca interesujące
- Abu Simbel (świątynia)
- Kalabsza (świątynia)
- Philae (świątynia)
- Napata (świątynia)

## Klimat
- Zwrotnikowy suchy
- Najwyższa temperatura to +55 °C